# Émile Ratier
Pour les articles homonymes, voir Ratier.
Émile Ratier, né le 10 novembre 1894 à Soturac et mort le 12 septembre 1984 à Villeneuve-sur-Lot, est un créateur français d'art brut.

## Biographie
Issu d'une famille d'agriculteurs, Émile Ratier est mobilisé à Montauban en 1914, puis blessé au cours de la Première Guerre mondiale. Il est hospitalisé à diverses reprises, notamment à Drancy, et découvre les monuments de Paris au cours d’une permission. De retour de la guerre, il rejoint la ferme familiale. Cultivateur, il est aussi marchand de bois coupé, puis sabotier. 
Déjà tout jeune, Émile Ratier à l’habitude de travailler le bois et de fabriquer ses meubles. Il est aussi très inventif : il élabore entre autres une machine à ouvrir les châtaignes et une autre pour couper les topinambours. Lorsque, à partir de 1960, sa vue baisse progressivement jusqu’à devenir aveugle, il conjugue son amour du bois et son sens de la mécanique pour fabriquer des sculptures mobiles. Avec du matériel de récupération, bouts de bois, cagettes, fils de fer, couvercles de boites de conserves, il bricole des constructions animées, notamment inspirées de ses souvenir parisiens, représentant la Tour Eiffel, des autobus, des manèges, des tisserands, des animaux, des bateaux... Ses constructions, conçues pour être touchées et écoutées, fonctionnent avec des manivelles qui actionnent animaux, cloches, balançoires. Les bruits et les grincements lui permettent de vérifier la finition de l’objet ainsi que sa mobilité.
Son atelier est situé dans une grange, à l’arrière de sa ferme. Il y accède par un système de fils de fer suspendus en hauteur, sur lequel il fait glisser sa main. 
À la fin des années 1960, Gaston Puel fait connaître ses productions à Jean Dubuffet qui en acquiert plusieurs.